# Papkeszi
Papkeszi is een plaats (község) en gemeente in het Hongaarse comitaat Veszprém. Papkeszi telt 1646 inwoners (2001).